# Mała Jelenia Skała

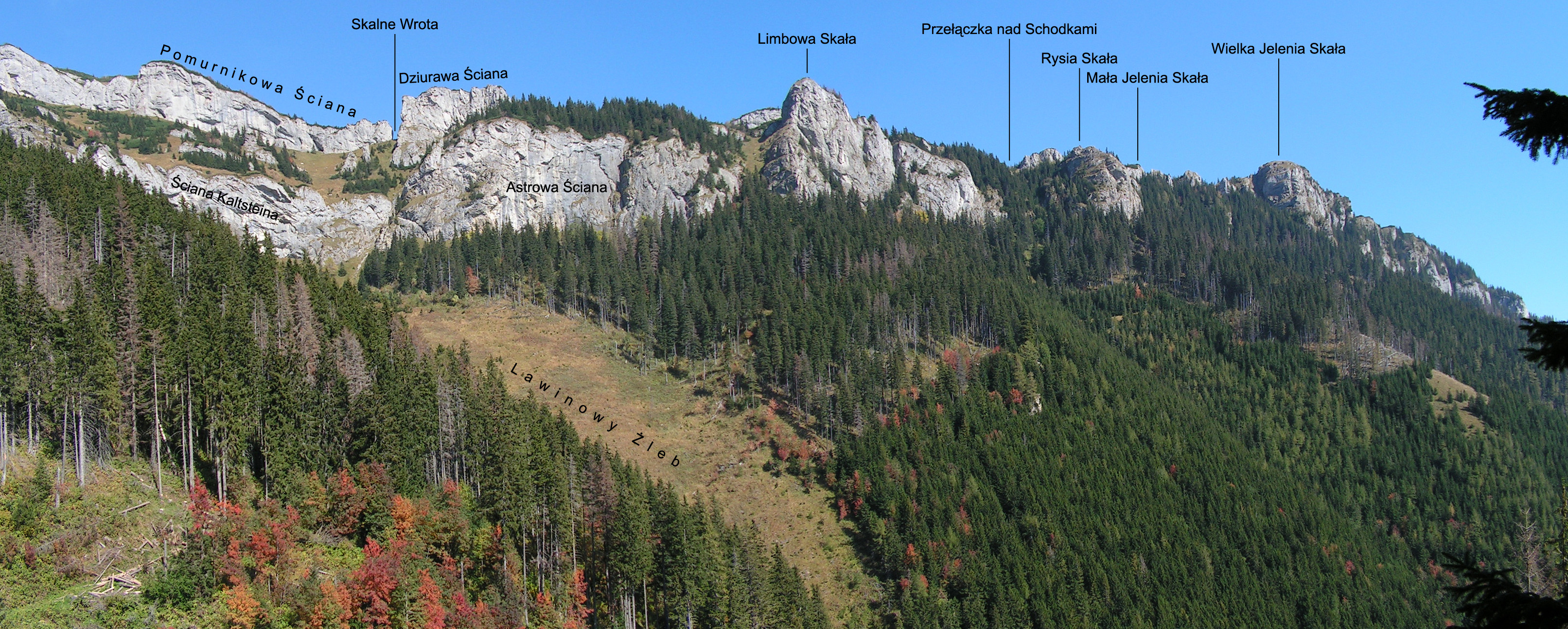
Mała Jelenia Skała wśród opisanych obiektów

Mała Jelenia Skała (niem. Kleiner Hirschberg, słow. Malá jelenia skala, węg. Kis-Szarvas-szirt) – zbudowana z wapieni ściana w Kozim Grzbiecie w słowackich Tatrach Bielskich. Znajduje się pomiędzy Rysią Skałą a Wielką Jelenią Skałą. Na południowo-zachodnią stronę do Doliny Czarnej Rakuskiej opada pionową ścianą o wysokości kilkudziesięciu metrów. Porośnięte lasem zbocze poniżej tej ściany to Jelenia Ubocz. Natomiast od północno-wschodniej, opadającej do Doliny Suchej strony nie tworzy żadnej ściany, lecz jednolicie nachylone zbocze. Jedyną trudnością w wejściu na Małą Jelenią Skałę od tej strony jest gąszcz kosodrzewiny.